# Bulbostylis setacea
Bulbostylis setacea är en halvgräsart som först beskrevs av August Heinrich Rudolf Grisebach, och fick sitt nu gällande namn av Henry Knute Knut Svenson. Bulbostylis setacea ingår i släktet Bulbostylis och familjen halvgräs. Inga underarter finns listade i Catalogue of Life.